# CSI犯罪現場：黑暗動機
《CSI犯罪現場：黑暗動機》是一套基於電視劇《CSI犯罪現場》的電子遊戲。該遊戲由369 Interactive開發，Ubisoft發行，PC以及任天堂DS平台，2004年發表。
这款遊戲就像其前作《CSI犯罪現場》、續作《CSI犯罪現場：謀殺的三維》與《CSI犯罪現場：邁阿密》，跟隨五個佈局截然不同的案件，然後在第五個案件中連接之前的四個案件。

## 案件

### 案件1：Daredevil Disaster
World's Wildest Stunts的專業特技人員Ace Dillinger在一次特技表演中撞毀他的摩托車，CSI組員接到通知。玩家扮演一個新成員並在本案中與凱薩琳·韋羅斯一起工作。

### 案件2：Prints and Pauper
一個表面上是流浪漢被發現死在一個已棄置精神病中。但其胃內的畄西表明了其他情況。玩家在本案中與華瑞克·布朗一起工作。

### 案件3：Diggin' It
在一個新賭場的建築工場中挖出人類的骨頭。這地點被認為是一個遠古的印第安公墳。玩家在本案中與莎拉·賽德爾一起工作。

### 案件4: Miss Direction
一個女人在一次排練演出中被槍殺，明顯是由一支道具槍造成。本任務中玩家與尼克·史多克斯一起工作。

### 案件5：Dragon and Dropping
一條科摩多龍被殺並找到一隻腳趾。到底是誰被這隻平和的食肉動物攻擊？玩家與吉爾·葛瑞森一起工作。

## 外部連結
- GameSpot上CSI犯罪現場：黑暗動機的評論